# Arborophila rubrirostris
Arborophila rubrirostris е вид птица от семейство Phasianidae.

## Разпространение
Видът е разпространен в Индонезия.